# EMKE-díjak
Az Erdélyi Magyar Közművelődési Egyesület kiemelkedő rendezvénye az évente sorra kerülő közgyűlés, valamint 1992 óta az ugyanaznap délután átadott EMKE-díjak.

## Története
1992 óta adja át az Erdélyi Magyar Közművelődési Egyesület évente a közművelődés, kultúra, művészet legkülönfélébb területein kiemelkedő tevékenységet végző személyeknek az EMKE-díjakat – mindig a rendes évi közgyűléssel egy napon. 2008-tól az 1885. április 12-i alapításhoz legközelebb eső hétvégén tartják a közgyűlést, előtte a közgyűlés novemberben volt. A változás miatt 2007-ben nem adtak át díjakat, csak 2008 áprilisában. Szintén 2008 óta az alapítás napján ünneplik Erdélyben a közművelődés napját.
A díjakkal az Egyesület, és ezen keresztül az erdélyi magyar közélet, elismerését fejezi ki minden olyan alkotónak, aki a szakmájában, közéleti munkásságával, emberi magatartásával jelentős érdemeket szerzett és tenni tudott a szülőföldért, így járulva hozzá Erdély hírnevének öregbítéséhez. Az EMKE elnökségének döntése értelmében az összesen 16 díj közül évente legfeljebb 12 adható át – kivéve azokat az éveket, amikor a háromévente átadható Kötő József-díj is gazdára talál.
A díj Venczel Árpád szobrászművész, restaurátor Parasztmadonna c. szobrának kicsinyített másából és egy oklevélből áll. Az okleveleket fia, Venczel Attila képzőművész, díszlet- és jelmeztervező készíti kézzel (Imecs László festő-grafikus /1915–2009/ tervei alapján), tehát mindegyik oklevél egyedi, amely még inkább emeli értékét.

## Az EMKE-díjak
Az EMKE Országos Elnöksége döntésének értelmében egy évben legfeljebb 12 díj adható át (kivéve azokat az éveket, amikor a Kötő József-díj átadásra kerül). A díjazottakat lásd külön listában. A díjak elbírálásának fő szempontjai és a díj névadói betűrendben (nemesi cím nélkül):

### Balázs Ferenc-díj
- Névadó: Balázs Ferenc (1901–1937), unitárius lelkész, az 1930-as években első alkalommal szervezett népfőiskolai tevékenységet Erdélyben, az Aranyos-menti Mészkőn.
- Elbírás: A díjat olyan személyek kaphatják, akik a közösségeikben közművelődés szervezéssel foglalkoznak, elsősorban felnőttképző tanfolyamokat szerveznek.
- Díjazottak: 2001-ben ítélték oda először, 2009-ig minden évben, utána csak kétszer (2017, 2020)

### Gr. Bánffy Miklós-díj
- Névadó: gr. Bánffy Miklós (1873–1950), író, grafikus, díszlet- és jelmeztervező, színpadi rendező, politikus, a magyarországi állami színházak intendánsa, az erdélyi magyar művelődési élet nagyvonalú támogatója.
- Elbírálás: A színházi intézményszervezésben, a színház és a közművelődési terület összekapcsolásában elért sikerekért jár.
- Díjazottak

### Bányai János-díj
- Névadó: Bányai János (1886–1971), tanár, muzeológus, geológus, közíró, a Székelység c. havilap alapítója és szerkesztője
- Elbírálás:A díjat az erdélyi és a moldvai magyar népi kultúra szakszerű kutatásában, az erdélyi magyar muzeológiában jelentős eredményeket elért kutatóknak, muzeológusoknak javasolják
- Díjazottak

### Éghy Ghyssa-díj
- Megjegyzés: inaktív (†), a díjat 1992-ben alapították, ám csupán négy alkalommal adták át
- Névadó: Éghy Ghyssa (1905–1982) erdélyi magyar koreográfus
- Elbírálás: a táncművészet terén elért eredményekért adták[1]
- Díjazottak: Bogáncs együttes és Tolna Éva (1992), Valkay Ferenc(wd) (1993), Könczei Árpád (1994), Domokos István (1995)

### Erkel-díj
- Megjegyzés: inaktív (†), a díjat egyetlen alkalommal adták át 1996-ban
- Névadó: Erkel Ferenc (1810–1893) magyar zeneszerző, karmester, zongoraművész
- Elbírálás: a magyar nemzeti opera népszerűsítése szolgálatában kifejtett több évtizedes tevékenységéért kapta Hary Béla
- Díjazott: Hary Béla (1996)

### Janovics Jenő-díj
- Névadó: Janovics Jenő (1872–1945), színész, színházigazgató, filmrendező, forgatókönyvíró a magyar filmgyártás egyik úttörője, Kertész Mihály és Korda Sándor felfedezője
- Elbírálás: az audiovizuális tömegkommunikáció, valamint az online média képviselői, filmes szakemberek és fotóművészek kaphatják
- Díjazottak

### Kacsó Sándor-díj
- Megjegyzés: inaktív (†), a díjat csak 1994–2010-ig adták át
- Névadó: Kacsó Sándor (1901–1984), író, szerkesztő, közíró, az erdélyi magyarság és a román nép építő együttélésének szorgalmazója
- Elbírálás: lapszerkesztőknek, közíróknak adták az erdélyi magyarság érdekében végzett kiemelkedő publicisztikai tevékenységért, valamint az önismeretet erősítő, minőségi művelődési életet ösztönző újságírói munkáért[1]
- Díjazottak: 1994–2010-ig 7 fő kapta, minden évben átadták egyetlen év kivételével (1995)

### Kallós Zoltán-díj
- Megjegyzés: A díj 2009–2017-ig Kacsó András nevét viselte, Kacsó András (1932–1987), néptáncos, táncoktató, művészeti szakirányító és folklórgyűjtő
- Névadó: Kallós Zoltán (1926–2018), néprajzkutató, népzenegyűjtő, a nemzet művésze, a Magyar Corvin-lánc tulajdonosa, az MMA tagja; a válaszúti Kallós Alapítvány alapítója
- Elbírálás: hagyományőrzők, gyűjtők, kutatók, népdalénekesek, zenészek, táncoktatók koreográfusok, gyerekcsoportokkal, gyerekekkel foglalkozó szakember-pedagógusok kaphatják
- Díjazottak: 2009 óta minden évben kiosztották

### Kádár Imre-díj
- Megjegyzés: inaktív (†), 2000 óta az elismerést nem adták ki
- Névadó: Kádár Imre (1894–1972), költő, író, műfordító, szerkesztő, rendező, színigazgató; az Erdélyi Szépmíves Céh egyik alapítója
- Elbírálás: (színház, színművészet)[1]
- Díjazottak: 1994-ben került először kiosztásra, majd később 1997–2000-ig (5 fő)

### Kemény János-díj
- Megjegyzés: inaktív (†), 2000 óta az elismerést nem adták ki
- Névadó: Kemény János (1903–1971), író, költő, színházigazgató, mecénás, a marosvécsi Helikon írói munkaközösség megalapítója
- Elbírálás: (színház, színművészet)[1]
- Díjazottak: 1992–2000-ig minden évben kiosztották (9 fő)

### Kovács György-díj
- Névadó: Kovács György (1910–1977), színész, rendező, főiskolai tanár, az erdélyi színjátszásnak a realista hagyományokra, a szép beszéd kultuszára alapozó, stílusteremtő, kiemelkedő művésze
- Elbírálás: kiemelkedő teljesítményt elérő színészek, vagy szakmailag is nagy jelentőségű évfordulóhoz érkező előadóművészek érdemelhetik ki
- Díjazottak: két év kivételével (2004, 2017) minden évben kiosztották

### Könczei Ádám-díj
- Megjegyzés: inaktív (†), csak négyszer, 1995–1998-ig adták ki
- Névadó: Könczei Ádám (1928–1983), néprajzkutató, újra végigjárta Kodály Zoltán csíki és Bartók Béla székelyföldi gyűjtőútját
- Elbírálás: (népzene, folklór, helytörténet)[1]
- Díjazottak: 1995–1998-ig minden évben kiosztották (4 fő)

### Kötő József-díj
- Megjegyzés: a díj átadására legfeljebb háromévente kerül sor
- Névadó: Kötő József (1939–2015), dramaturg, színháztörténész, politikus, 1986–1990 között a Kolozsvári Állami Magyar Színház igazgatója, az EMKE főjegyzője (1991), elnöke (1999–2008)
- Elbírálás: olyan politikusok kaphatják, akik tevékenységük révén széleskörűen támogatták, támogatják a civil szférát
- Díjazottak: eddig csak ketten kapták: Bognár Levente Arad polgármestere (2016) és Takács Csaba a Communitas Alapítvány kuratóriumi elnöke (2019)

### Kőváry László-díj
- Névadó: Kőváry László (1819–1907), történetíró, történetfilozófus, családtörténész, irodalomtörténész, régész, tankönyvszerző, újságíró, néprajztudós, utazó, politikus, az MTA levelező tagja
- Elbírálás: olyan személyek kaphatják, akik tevékenységük révén hozzájárulnak a helytörténet kutatásához, népszerűsítéséhez, tágabb körben való terjesztéséhez, a honismeret gazdagításához
- Díjazottak: 2010-től ítélik oda, három év kivételével (2016, 2017, 2019), minden évben kiosztják

### Gr. Kun Kocsárd-díj
- Névadó: gr. Kun Kocsárd (1803–1895), földbirtokos, művelődéspolitikus, országgyűlési képviselő, az EMKE egyik alapítója és fő mecénása
- Elbírálás: olyan közművelődési tevékenységet végző személyeknek, akik a szórványban vagy a szórványközösségek érdekében/javára fejtik ki megtartó erejű, meghatározó munkásságukat
- Díjazottak: 1994-óta egyetlen év kivételével (2018) minden évben kiosztják

### Gr. Mikó Imre-díj
- Névadó: gr. Mikó Imre (1805–1876), művelődéspolitikus, irodalomtörténész, gazdaságpolitikus, az erdélyi magyar kulturális, oktatási és tudományos intézményi rendszer szervezője
- Elbírálás: olyan vállalkozók, cégek kaphatják, akik tevékenységük révén erőteljesen segítik, támogatják az erdélyi magyar civil szférát
- Díjazottak

### Monoki István-díj
- Névadó: Monoki István, idősb (1887–1963), bibliográfus, negyven éven keresztül a kolozsvári Egyetemi Könyvtár könyvtárosa, majd igazgatója
- Elbírálás: kimagasló, tudományos szintű szakmai teljesítményekért jár, vagy az egész romániai magyar könyvtárügy érdekében, kulturális értékeink megőrzéséért, gazdagításáért végzett áldozatos munkáért, esetleg egy tevékeny és eredményes könyvtárosi életpálya elismerését jelenti
- Díjazottak: két év kivételével (1995, 1998) minden évben kiosztják

### Nagy István-díj
- Névadó: Nagy István (1907–1983), karmester, hegedűművész, zenetanár, zenei szakíró, több énekkar megalapítója, az eredeti népi dalkultúra, a magyar zenei anyanyelv jeles művelője
- Elbírálás: zenetanárok, karnagyok, előadóművészek részére, akik munkájuk során kimagasló eredményeket értek el, sikeresen alkalmaznak célravezető módszereket a zenei oktatásban, nevelésben, előadásban, a romániai magyar nemzeti közösségünk zenei értékeinek megtartásán és gyarapításán fáradoznak, zenei-közéleti, közművelődési tevékenységükkel példával szolgálnak környezetük számára.
- Díjazottak

### Poór Lili-díj
- Névadó: Poór Lili (1886–1962), színésznő, főiskolai tanár, az erdélyi színjátszás szép beszédéről, klasszikus szövegmondásáról híres, meghatározó egyénisége
- Elbírálás: Kiemelkedő teljesítményt elérő színésznőknek vagy szakmailag is nagy jelentőségű évfordulóhoz érkező pályatársnak javasoljuk odaítélni.
- Díjazottak: két év kivételével (1996, 2017) minden évben kiosztották

### Spectator-díj
- Névadó: Krenner Miklós (1875–1968), liberális-demokrata szellemiségű erdélyi magyar közíró álneve(a spectator angol szó, jelentése: közönség)
- Elbírálás: a romániai magyar írott és elektronikus sajtó képviselői részére adható, akik a közművelődés terén is jelentős szolgálatot tettek
- Díjazottak: az 1990-ben elhunyt Tőke Csabának, a Kelet–Nyugat folyóirat alapítójának, felelős szerkesztőjének ítélték oda először 1992-ben, majd 1993-ban mint Krenner Miklós-díj" Magyari Lajos kapta meg, utána csak 2002-ben osztották ki, de azóta minden évben

### Szentgyörgyi István-díj
- Megjegyzés: inaktív (†), 2010 óta az elismerést nem adták ki
- Névadó: Szentgyörgyi István (1842–1931) a kolozsvári színjátszás meghatározó alakja
- Elbírálás: a nemhivatásos színjátszó mozgalomban résztvevők, valamint a műkedvelő és diákszínjátszás szervezői kapták
- Díjazottak: 1992–2010-ig minden évben kiosztották

### Szolnay Sándor-díj
- Névadó: Szolnay Sándor (1893–1950), a 20. század első felének egyik legjelentősebb festőművésze, Kós Károllyal együtt megalakította a romániai magyar hivatásos képzőművészek érdek- és értékvédelmi szervezetét, a Barabás Miklós Céhet (1929)
- Elbírálás: a képzőművészeti szakterület legjobbjainak művészi és közművelődési tevékenysége elismeréséül szolgál
- Díjazottak: minden évben kiosztják

### Tompa Miklós-díj
- Megjegyzés: inaktív (†), csak kétszer adták ki
- Névadó: Tompa Miklós (1910–1996), rendező, színészpedagógus, színházigazgató, a Székely Színház (később a Marosvásárhelyi Nemzeti Színház Magyar Tagozata) megalapítója
- Elbírálás: (színház, színművészet)[1]
- Díjazottak: Kardos Máriusz Róbert (2011), Uray Péter (2012)

### Vámszer Géza-díj
- Megjegyzés: inaktív (†), 2001 óta az elismerést nem adták ki
- Névadó: Vámszer Géza (1896–1976), néprajzkutató, művészettörténész, középiskolai tanár, életcéljául a népnevelői munkát választotta
- Elbírálás: az ifjúság körében végzett népnevelői munka elismeréseként ítélték oda
- Díjazottak: 1992–2001-ig minden évben odaítélték (10 fő)

## Egyéb díjak
Az EMKE közgyűlésének alkalmával osztják ki az Életműdíjat és a tiszteletbeli tagságot is, ezek azonban nem számítanak bele az évente kiosztható 12 díjba. 

## Díjazottak
A díjazottak névsora olvasható az EMKE honlapján: (2007-ben nem adtak ki díjakat, mert a 2006 novemberi közgyűlés után már áprilisban, az egyesület alapításának napján tartják az évi közgyűlést.)
Balázs Ferenc-díj:

- Péter Károly (2001)
- Ábrám Zoltán (2002)
- Garda Dezső (2003)
- Csomós Attila (2003)
- Balla Zoltán (2005)
- Burus János (2006)
- Calepinus Alapítvány (2008)
- Magyar Művelődési Intézet és Képzőművészeti Lektorátus (2009)
- Balázs Sándor unitárius lelkész (2017)
- Mészkői Unitárius Egyházközség (2020)

Gr. Bánffy Miklós-díj:

- Deák Barna és Deák M. Ria (1992)
- Dobre-Kóthay Judit (1993)
- Nagy Endre(wd) (1994)
- Demény Attila (1995)
- Gheordiade Mária (1996)
- Labancz Klára(wd) (1997)
- Wittlinger Margit (1998)
- Tarr László(wd) (1999)
- Ferenczi István (2000)
- Hajdú Géza(wd) (2001), színész
- Szilágyi Ferenc (2002)
- Nemes Levente (2003)
- Kárp György (2004), színész
- Kövesdy István (2005)
- Kovács Levente (2006)
- Székely Szabó Zoltán (2008)
- Csíki Játékszín társulata (2009)
- Tomcsa Sándor Színház (2010)[8]
- Tóth Páll Miklós (2011)
- Dukász Péter (2012)
- Rekita Rozália és Jancsó Miklós (2013)
- Kiss Törék Ildikó és Varga Vilmos (2014)
- Szebeni Zsuzsa (2015)
- Victor Ioan Frunză (2016)
- Szép Gyula (2018)
- Laczkó Vass Róbert (2019)
- Dimény Levente (2020)

Bányai János-díj:

- Hasszmann Pál és Hasszmann József (1992)
- Sebők Mihály (1993)
- Horváth József (1994), fotóművész
- Balázsi Dénes(wd) (1995)
- Molnár István (1996)
- Sípos László pedagógus, népművelő (1997)
- Pozsony Ferenc (1998)
- Antal Mária tanítónő, a gyimesbükki tájház létrehozója (1999)
- Bálint Erzsébet és Bálint Ferenc (2000), az inaktelki tájház létrehozói
- Szőcs Lajos (2001)
- Incze László (2002)
- Gazda Klára (2003)
- Kéri Gáspár (2004)
- Antal Árpád (2005)
- Tötszegi Tekla (2006)
- Bárth János (2008)
- Zsigmond Győző (2009)
- Olosz Katalin (2010)[8]
- Szőcsné Gazda Enikő (2011)
- Vajda András (2012)
- Szőcs Levente (2013)
- dr. Ilyés Sándor (2014)
- Zepeczaner Jenő (2015)
- dr. Miklós Zoltán (2016)
- dr. Kinda István (2017)
- Furu Árpád (2018)
- Jakab Albert Zsolt (2019)
- Szabó Árpád Töhötöm (2020)

†Éghy Ghyssa-díj (1992–1995):

- Bogáncs együttes és Tolna Éva (1992)
- Valkay Ferenc(wd) (1993)[9]
- Könczei Árpád (1994)[10]
- Domokos István (1995)[11]

†Erkel-díj (1996):

- Hary Béla (1996)[12]

Janovics Jenő-díj:

- a Kolozsvári Rádió magyar adásának munkaközössége, a Román Televízió magyar adásának Ébresztő című műsora, Somai Fernec (1992)[13]
- Xantus Gábor (1993)[14]
- Muzsnay Magda (1994), rádióriporter
- az ATI-BETA szerkesztősége (1995)
- Kovács Ferenc (1996)
- Labancz Frida (1997), a Román Televízió bukaresti magyar adásának szerkesztője
- Koczka György (1998)
- Sebesi Imre (1999), rádiriporter
- Boros Zoltán (2000), a Román Televízió magyar adásának vezetője[15]
- Jászberényi Emese (2001), erdélyi magyar újságíró, rádióriporter[16]
- B. Nagy Veronika (2016), a Román Televízió magyar adásának munkatársa[17]
- Essig József, (2017), fotográfus, operatőr[18]
- Kolozsvári Televízió magyar adásának szerkesztősége (2019)
- Marosvásárhelyi Rádió magyar adásának szerkesztősége (2020)

†Kacsó Sándor-díj (1994–2001):

- Cseke Péter (1994)
- Szabó Zsolt (1996)
- Ágoston Hugó (1997)
- Gálfalvi Zsolt (1998)
- Farkas Árpád (1999)
- Tibori Szabó Zoltán (2000)
- Papp Sándor Zsigmond (2001)

Kallós Zoltán-díj (2009–2017: †Kacsó András-díj):

- Mátéfi Csaba és Mátéfi Zita (2009)
- Ivácson László (2010)[8]
- Szabó Éva (2011)
- Both Zsuzsa és Both József (2012)
- Györfi Erzsébet (2013)
- Lengyel László (2014)
- Könczei Csongor (2015)
- Virág Endre (2016)
- Benedek Árpád (2017)
- Benkő Éva (2018)
- Szabó Ferenc (2019), tanító (temesvári gyermek- és ifjúsági néptáncmozgalom)
- Fazakas János (2020) néptáncpedagógus

†Kádár Imre-díj (1994–2000):

- Parászka Miklós (1994)
- Bocsárdi László (1997)
- Nemes Levente (1998)
- Barabás Olga (1999)
- Visky András (2000)

†Kemény János-díj (1992–2000):

- Tompa Gábor (1992)
- Boér Ferenc (1993)
- Zsoldos Árpád (1994)
- Senkálszky Endre (1995)
- Tompa Miklós (1996)
- Illyés Kinga (1997)
- Kilyén Ilka (1998)
- Demeter András (1999)
- Figura társulat (2000)

Kovács György-díj:

- Lohinszky Loránd (1992)
- Bíró József (1993)
- Nagy Dezső (1994)
- Czintos József (1995)
- Hunyadi László (1996)
- Márton János (1997)
- Ács Alajos (1998)
- Bogdán Zsolt (1999)
- Szélyes Ferenc (2000)
- Györffy András (2001)
- Hatházi András (2002)
- Fülöp Zoltán (2003)
- Dobos Imre (2005)
- Rappert Gábor (2006)
- Balázs Attila (2008)
- Mátray László (2009)
- Csíky András (2010)[8]
- Veress Albert(wd) (2011)
- Bányai Kelemen Barna (2012)
- Pálffy Tibor (2013)
- Barabás Árpád(wd) (2014)
- László Csaba (2015)
- Galló Ernő (2016)
- Szűcs Ervin (2018)
- Bandi András Zsolt (2019), színművész

†Könczei Ádám-díj (1995–1998):

- Kövesdi Kiss Ferenc (1995)
- András Mihály (1996)
- Balázs Bécsi Attila (1997)
- Sándor Csaba (1998)

Kötő József-díj (3 évente):

- Bognár Levente (2016)
- Takács Csaba(wd) (2019), a Communitas Alapítvány kuratóriumi elnöke

Kőváry László-díj:

- Gergelyné Tőkés Erzsébet (2010)
- Asztalos Lajos (2011)
- Zsigmond Ilka (2012)
- Szekernyés János (2013)
- Balogh Béla (2014)
- Vincze Zoltán (2015)
- Halász Péter (2018)
- Zsigmond Enikő (2020)

Kun Kocsárd-díj:

- Matekovits György (1994)
- Szabó Pál György (1995)
- Beder Tibor (1996)
- Dánielisz Endre (1997)
- Metz József (1998)
- Bíró István (postumus) és Matekovits Mihály (1999)
- Kálóczy Katalin és Zahoránszky Ibolya (2000)
- Pillich László és Lukácsy Szilamér (2001)
- Csanádi János (2002)
- Muzsnay Árpád (2003)
- Kalmár Zoltán (2004)
- Varga Ferenc (2005)
- Gábos Dezső (2006)
- dr. Széman Péter (2008)
- Csirák Csaba (2009)
- Dukrét Géza (2010)[8]
- Dávid Lajos (2011)
- Fülöp Júlia (2012)
- Bencze Mihály (2013)
- Tamás Sándor (2014)
- Zsigmond Emese (2015)
- Serfőző Levente (2016)
- Marius Tabacu (2017)
- Balla Ferenc (2019), a Kallós Zoltán Alapítvány igazgatója
- Balázs Bécsi Attila (2020), a TÉKA Alapítvány elnöke

Gr. Mikó Imre-díj:

- Koós Ferenc (2002)
- Székely Zsuzsa (2003)
- Mezei János (2004)
- László Attila (2005)
- ifj. Pászkány Árpád (2006)
- Irsay Miklós (2008)
- Király István (2009)
- Ambrus Ádám (2010)
- Székely Tibor (2011)
- Bartha Bálint (2012)
- Flóriska Attila (2013)
- Vita László (2014)
- Péter Pál (2015)
- Papp Szentannai György (2016)
- Nagy Péter (2017)
- Kocsis Sándor (2018)
- ifj. Mezei János (2019), vállalkozó

Monoki István-díj:

- Tavaszi Hajnal (1992)
- Gábor Dénes és Pillichné Bodrogi Katalin (1993)
- Deé Nagy Anikó (1994)
- Fülöp Géza (1996)
- Újvári Mária és Szigethy Rudolf (1997)
- Mészáros József (1999)
- Róth András Lajos (2000)
- Györfi József (2001)
- Muckenhaupt Erzsébet (2002)
- Szabó Klára (2003)
- Sebestyén Spielmann Mihály (2004)
- Kiss Jenő (2005)
- Kovács Erzsébet (2006)
- Györfi Dénes (2008)
- Bende Katalin (2009)
- Okos Rigó Ilona (2010)[8]
- Hubbes Éva (2011)
- Kosz Orsolya (2012)
- Emődi András (2013)
- Demeter Lajos (2014)
- Kelemen Katalin (2015)
- dr. Poráczky Rozália (2016)
- Kopacz Katalin-Mária (2017)
- Gurka-Balla Ilona (2018)
- Lokodi Anna (2019), könyvtáros
- Bedő Melinda (2020), könyvtáros

Nagy István-díj:

- Szőkéné Tana Anna (2005)
- Öllerer Ágnes (2008)
- Haáz Sándor (2009)
- Sipos Zoltán (2010)[8]
- Gáspár Attila (2011)
- Dulányi B. Aladár (2012)
- Tóth Guttman Emese (2013)
- dr. Benkő Judit Emese (2014)
- dr. Péter Éva (2015)
- Bedő Ágnes (2016)
- Kállay Miklós Tünde (2017)
- Almási István (2018)
- Köllő Ferenc (2019), karvezető
- Lőfi Gellért (2020), karvezető

Poór Lili-díj:

- Orosz Lujza (1992)[19]
- Dorián Ilona (1993)
- Elekes Emma (1994)
- Spolarics Andrea (1995)
- Farkas Ibolya (1997)
- Lőrincz Ágnes (1998)[20]
- Borbáth Júlia (1999)[21]
- B. Fülöp Erzsébet (2000)[22]
- Méhes Kati (2001)[23]
- F. Márton Erzsébet(wd) (2002)
- Fábián Enikő(wd) (2003)
- Molnár Gizella (2004)
- Bicskei Daróczi Zsuzsa (2005)[24]
- Biluska Annamária (2006)[25]
- Balázs Éva (2008)[26]
- Kovács Éva (2009)
- Kézdi Imola (2010)[8][27]
- Halasi Erzsébet (2011)
- Albert Júlia (2012)[28]
- Panek Kati (2013)[29]
- Varga Csilla(wd) (2014)[30]
- Albert Csilla(wd) (2015)[31]
- Bartalis Gabriella(wd) (2016)
- Egyed Apollónia(wd) (2018)[32]
- Szabó Enikő (2019), színművész
- Fincziski Andrea (2020), színművész
- D. Albu Annamária (2022)[33]
- Tokai Andrea (2023)[34]

Spectator-díj:

- Tőke Csaba (1992, postumus)[35]
- Magyari Lajos (1993)[36]
- Maksay Ágnes (2002), dokumentumfilmes
- Stanik István (2003), újságíró, szerkesztő
- Ferenczes István (2004), költő, író, a Székelyföld szerkesztője[37]
- a Filmtett szerkesztősége (2005)
- Köllő Katalin (2006), a Szabadság napilap kulturális rovatvezetője[38]
- Szilágyi Aladár (2008), bánsági magyar helytörténész, publicista, szerkesztő[39]
- Székely Kriszta (2009), újságíró, a Szabadság napilap munkatársa
- a Román Televízió bukaresti magyar adása (2010)[8]
- Székedi Ferenc (2011), erdélyi magyar publicista, szerkesztő, műfordító[40]
- Cseke Péter Tamás (2012)[41]
- Karácsonyi Zsigmond (2013), a Magyar Újságírók Romániai Egyesülete elnöke, a Népújság főszerkesztője[42]
- Ferencz Zsolt (2014), újságíró, a kolozsvári Szabadság belső munkatársa[30]
- Tasnádi-Sáhy Péter(wd) (2015), újságíró, író, az Erdélyi Riport munkatársa[43]
- Sarány István (2016), újságíró, könyvszerkesztő[17]
- Nagy Miklós Kund (2017), publicista[44]
- Simon Judit (2018), újságíró[32]
- Graur János (2019), újságíró, főszerkesztő
- Bodolai Gyöngyi (2020), egészségügyi szakíró

†Szentgyörgyi István-díj (1992–2010):

- Bálint Ferenc(wd), Vitális Ferenc(wd) (1992)
- Nagy Gyula(wd) (1993)
- Márkos Ervin Sándor (1994), unitárius lelkész
- Házy Bakó Eszter (1995), az Apáczai Csere János Közművelődési Egyesület elnöke
- Forrai Tibor, Szabó Szende (Jádzó Társaság) és Musát Gyula karnagy (1996)
- Nagy Attila (1997)
- Jancsó Árpád (Jádzó Társaság) és Méhes Béla (Lendvay Márton Színjátszó Kör), (1998)
- Simori Sándor (1999), amatőr színjátszó
- Puskás György (2000), rendező
- Kalmár Lili (2001)
- Danaliszyn József (2002), (Fábián Ferenc Színtársulat, Gyergyószentmiklós)
- László Károly (2003)
- Elekes Botond (2004)[45]
- Kováts László (2005)[46]
- Bodea György (2006)[47]
- Fazakas Mihály (2008)
- Kubánda Olga (2009)[48]
- Molnár János (2010)[8]

Szolnay Sándor-díj:

- Zöld Lajos (1992)
- Jánó Mihály (1993)
- Jakobovits Miklós és Jakobovits Márta (1994)
- Kovács Zoltán (1995)
- Gergely István (1996)
- Simon Endre (1997)
- Jánó Mihály, Vinczeffy László és Vargha Mihály (1998)
- Gaál András (1999)
- Kolozsi Tibor (2000)
- Ütő Gusztáv (2001)
- Károly Sándor és Károly Zöld Gyöngyi (2002)
- Paulovics László (2003)
- Sipos László (2004)
- Novák Ildikó, Szabó Márta és Németh Júlia (2005)
- Ujvárossy László (2006)
- Soó Zöld Margit (2008)
- Murádin Jenő (2009)
- Tőzsér József és Kozma Mária (2010)
- Feszt László (2011)
- Köllő Margit (2012)
- Székely Géza (2013)
- Nagy Enikő (2014)
- dr. Tosa Szilágyi Katalin (2015)
- Kákonyi Csilla (2016)
- Gergely Zoltán (2017)
- Árkossy István (2018)
- Bordy Margit (2019), képzőművész
- Sánta Csaba (2020), szobrász

†Tompa Miklós-díj (2011–2012):

- Kardos Máriusz Róbert (2011)
- Uray Péter (2012)

†Vámszer Géza-díj (1992–2001)

- Orbán Irén (1992)[49][50]
- Gáll Irma (1993)
- Csősz Irma (1994)[51]
- Páll Magdolna (1995)
- Csiporkázó Játszóház (Csernáton), Rádu József vesszőfonó (1996)
- Zsoboki református gyülekezet (1997)
- A marosvásárhelyi Vártemplom nőszövetsége (1998)
- Szabó Éva (1999), néptáncpedagógus, iparművész [52]
- Mihály Zita(wd) (2000), építész, muzeológus, műemlékvédő
- Kovács Piroska pedagógus (2001), a regionális kultúrák megőrzéséért (máréfalvi székelykapuk)

| Életműdíj: - Dávid Gyula (1998) - Kötő József (1999) - Papp-Kincses Emese (2002) - Szilágyi Ferenc, Orth István (2005) - Bálint Lajos (2008) - Marosi Ildikó (2012) - Csép Sándor (2013) - Vizi E. Szilveszter (2017) - Parászka Miklós (2018) - Boldizsár Zeyk Imre (2019), helytörténész, közművelődés-szervező - Egyed Ákos, Cseke Péter (2020) | Tiszteletbeli tagság: - Balogh Ferenc, Domokos Géza, Laskay Sándor, Sárkány Ferenc, Deáky András és Pillich László (2011) - Hajnal Jenő, Kelemen Péter (2012) - Kepe Lili, Dáné Tibor Kálmán, Kötő József (2014) - Matekovits Mária (2016) - Beder Tibor (2017) - Házy Bakó Eszter, Szép Gyula (2020) |

## Kapcsolódó szócikk
- Közművelődés Erdélyben